# Almas Ildyrym
Almas Ildyrym (né à Bakou le 25 mars 1907 et mort à Elâzığ le 14 janvier 1952) est un poète azerbaïdjanais.